# Somaglia
Somaglia är en ort och kommun i provinsen Lodi i regionen Lombardiet i Italien. Kommunen hade 3 836 invånare (2018).